# Pleopeltis mexicana
Pleopeltis mexicana là một loài thực vật có mạch trong họ Polypodiaceae. Loài này được (Fée) Mickel & Beitel miêu tả khoa học đầu tiên năm 1988.